# Frédéric de La Roche
 (juin 2025).
Frédéric de La Roche, mort le 30 octobre 1174, est évêque d'Acre puis le sixième archevêque latin de Tyr ainsi que le chancelier du royaume de Jérusalem vers 1150 et un diplomate au service du roi Amaury Ier de Jérusalem. Il est issu de la famille des comtes de La Roche.

## Évêque d'Acre
Frédéric était un chanoine régulier du Templum Domini de Jérusalem, et a été nommé évêque d'Acre et chancelier du royaume de Jérusalem vers 1150. Il participe au siège d'Ascalon en 1153, et en 1154 le roi Baudouin III de Jérusalem l'envoie servir de médiateur dans un différend entre le prince d'Antioche, Renaud de Châtillon, et le patriarche latin d'Antioche. Le patriarche retourne à Jérusalem avec Frédéric . En 1155, il accompagne le patriarche latin de Jérusalem à Rome pour se plaindre au pape Adrien IV de la conduite de diverses abbayes et églises de Jérusalem, qui ont négligé de reconnaître l'autorité du patriarche.
Lorsqu'Amaury de Nesle est élu patriarche de Jérusalem en 1157, il est opposé à l'archevêque de Césarée, Ernesius, et l'évêque de Bethléem, Raoul, mais Frédéric le soutient et retourne à Rome pour faire appel à Adrien IV. Frédéric y gagne la bénédiction du pape pour le nouveau patriarche, « par l'utilisation de dons somptueux, prétend-on », comme l'explique Guillaume de Tyr.

## Archevêque de Tyr
En mars 1164, l'archevêque de Tyr Pierre de Barcelone meurt, et après un mois Frédéric est nommé pour le remplacer, à la demande du roi Amaury Ier de Jérusalem. Il accompagne son roi lors de l'expédition contre l'Égypte en 1167, avec sa propre « suite plutôt distinguée », selon Guillaume de Tyr. Frédéric souffre de dysenterie en Égypte après avoir bu l'eau du Nil et rentre alors chez lui. En août de la même année, il préside le mariage d'Amaury Ier avec la princesse byzantine Marie Comnène. Quelques jours plus tard, Frédéric nomme Guillaume comme archidiacre de Tyr, mais en 1169 il l'accuse de recevoir un salaire probablement trop important pour son poste, que Guillaume a probablement obtenu grâce à son amitié avec le roi Amaury. Guillaume se rend alors à Rome pour se défendre contre ces accusations.
En 1169, après l'échec de l'invasion d'Égypte par Amaury, le roi envoie une ambassade en Europe pour obtenir une aide financière pour les États croisés en difficulté et appeler à une nouvelle croisade. La première ambassade, dirigée par le patriarche Amaury et l'archevêque Ernesius, est prise dans une tempête en Méditerranée et est forcée de rentrer. Le roi Amaury envoie alors une deuxième ambassade sous les ordres de l'archevêque Frédéric, l'évêque de Banias Jean et Guibert, précepteur de l'ordre de l'Hôpital. En juillet, ils arrivent à Rome et rencontrent le pape Alexandre III, mais aucun des monarques d'Europe n'était prêt à aider le lointain royaume de Jérusalem : les rois Louis VII de France et Henri II d'Angleterre étaient alors trop occupés à combattre l'un contre l'autre, bien que Frédéric persuade Henri de donner de l'argent et de faire un pèlerinage plus tard. Quant à l'empereur Frédéric Barberousse, il avait été excommunié par Alexandre III en 1160 et était actuellement en guerre contre la papauté, de sorte qu'aucun soutien ne lui pouvait venir de sa part également.
L'ambassade a également comme mission de trouver un mari approprié pour la princesse Sibylle de Jérusalem, alors âgée onze ans et qui pourrait un jour régner, son frère Baudouin IV étant soupçonné d'avoir contracté la lèpre. En France, Frédéric persuade le comte Étienne Ier de Sancerre, beau-frère de Louis VII, de venir en Terre sainte pour épouser Sibylle. L'ambassade retourne à Jérusalem en 1171, avec Étienne, accompagné du duc Hugues III de Bourgogne, venus en tant que représentant de Louis VII. On ne sait pas ce que Frédéric offrait au jeune comte, mais il semble qu'il ne l'ait jamais eu, car il est retourné en France sans épouser la princesse.
Après une longue maladie, Frédéric meurt à Naplouse le 30 octobre 1174, et est inhumé dans le Templum Domini de Jérusalem. Guillaume est alors nommé archevêque et est consacré le 8 juin de l'année suivante. Guillaume de Tyr décrit Frédéric comme « un homme de très grande taille. Il possédait peu d'éducation mais était excessivement passionné pour l'art de la guerre ».